# Blades in the Dark
Blades in the Dark est un jeu de rôle médiéval-fantastique créé par John Harper, publié par Evil Hat Productions aux États-Unis et par 500 nuances de geek en France. Le jeu met en scène un gang de criminels en quête de fortune dans les rues hantées de Doskvol, une ville d'un univers fictif de Dark fantasy.

## Description
Le jeu propose comme lieu principal de l'intrigue une ville imaginaire, Doskvol,
mêlant technologie du XIXe siècle et fantasy urbaine,
dans un monde industriel hanté plongé dans une nuit perpétuelle à la suite d'une grande catastrophe
Les joueurs incarnent les membres d'une organisation criminelle,
des assassins, des voleurs, ou des contrebandiers.
Ils doivent grimper l'échelle de la pègre pour obtenir argent, gloire et territoire.

## Univers
Doskvol est une ville industrielle avec un niveau technologique avancé (bateaux à vapeur, presses d'imprimerie, trains, technologies électroniques rudimentaires), et des touches de fantasy urbaine. La ville est plongée dans l'obscurité à la suite de l'occlusion du soleil provoquée par un cataclysme. Des fantômes errent dans les rues. Semblable à une ville industrielle de 1870, Doskvol est inspirée de Venise, Londres et Prague et s'inscrit dans un esprit de Roman gothique mêlé au contexte de l'Époque victorienne.
Les joueurs et joueuses incarnent les membres d'une organisation criminelle (contrebandiers, voleurs, revendeurs de marchandises volées, espions, tireurs d'élite, etc.). Les personnages sont créés dans le but de vouloir s'élever au-dessus de leur condition sociale actuelle. Pour cela, ils sont amenés à effectuer des missions illégales. Lors de la création de personnage, soit avant de jouer, les joueurs doivent décider le type d'activité criminelle qu'ils privilégieront dans la partie.

## Système de jeu
Les personnages des joueurs sont définis à partir d'archétypes nommés playbooks, avec chacun ses propres leviers de progression dans le jeu.
Chaque scénario est nommé Score.

## Publication et réception
Le jeu est issu d'une campagne de financement participatif qui a débuté en mars 2015
et qui a rassemblé 179,280 $ de 3,925 personnes
.
En décembre 2017 le système de jeu a été publié sous licence Creative Commons Attribution (CC-BY) 
pour permettre à d'autres créations d'émerger avec l’appellation Forged in the Dark

Le système de jeu (SRD) a été traduit en 2018 par Khelren. Une première traduction du jeu a été financée en 2018 par La Caravelle. Puis, en février-mars 2019, la traduction complète et imprimée du jeu est financée, également via une campagne de financement participatif,. À cette occasion est aussi financé le jeu Band of Blades, basé sur le même système.

### Récompenses
- Golden Geek 2015[7]
- Indie RPG of the Year 2016[8]

### Suppléments publiés
- Band of Blades[9], jeu complet de fantasy militaire basé sur le système Forged in the Dark[10]
- Vestiges de guerre, mini-supplément pour Blades in the Dark, dans le contexte de la Guerre d'Unification [réf. nécessaire]